# Joseph Tu'ineau

a Compétitions nationales et continentales officielles uniquement.

b Matchs officiels uniquement.
Dernière mise à jour le 4 juillet 2022.
Joseph Tu'ineau, aussi appelé Joe Tu'ineau, né le 18 août 1981 à Suva aux Fidji, est un joueur néo-zélandais de rugby à XV évoluant au poste de deuxième ligne. Il compte plusieurs sélections internationales avec l'équipe nationale des Tonga.

## Biographie
Né aux îles Fidji mais de nationalité néo-zélandaise, Joseph Tu'ineau fait ses études au Kings College d’Auckland avant de partir aux États-Unis pour tenter une carrière professionnelle de footballeur américain. Il intègre tout d'abord l'université d'État du Missouri du Sud-Est (en), jouant avec l'équipe universitaire des Redhawks ; il participe ensuite à des camps d'entraînements avec plusieurs franchises de National Football League, successivement les Jaguars de Jacksonville, les Jets de New York puis les Giants de New York ; à chacun des essais, il n'est pas conservé au terme des training camps.
Il décide, après cinq années vécues aux États-Unis, de rentrer en Nouvelle-Zélande pour se reconvertir dans une carrière de rugbyman en signant un contrat avec la province du Southland en 2008. Ses performances lui valent d'être repéré par la franchise des Highlanders, avec qui il dispute la saison 2010 de Super 14, prenant part à six rencontres.

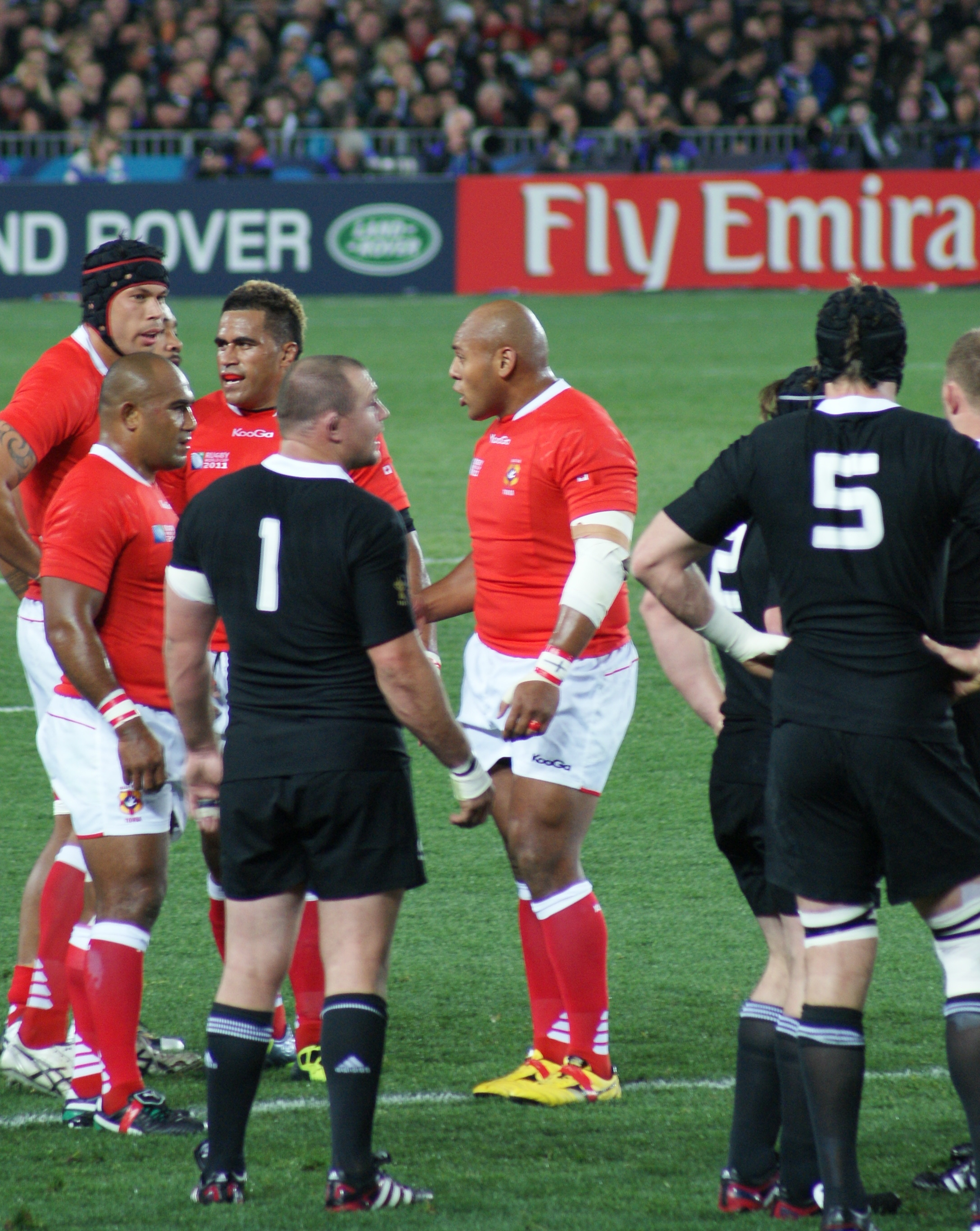
Joseph Tu'ineau participe à la Coupe du monde 2011 avec les Tonga, ici à gauche avec un casque contre les All Blacks.

Né d'un père tongien et d'une mère néo-zélandaise, il décide de répondre favorablement à une sélection avec l'équipe des Tonga en juillet 2011 et participe à la Coupe des nations du Pacifique. Il est ensuite retenu dans le groupe des 30 joueurs pour participer à la coupe du monde 2011 en Nouvelle-Zélande lors de laquelle il joue trois matchs dont un comme titulaire contre les All-Blacks. Rentré en cours de jeu lors du match contre la France, il subit un placage cathédrale de la part de Fabrice Estebanez sanctionné d'un carton jaune et d'une suspension de trois semaines empêchant ce dernier de participer aux phases finales de la compétition. Sa prestation lors de la Coupe du monde lui permet d'être remarqué par l'encadrement du Montpellier HR, qui lui propose un contrat de joker médical pour pallier la blessure d'Aliki Fakate au mois d'octobre 2011. Il fait sa première apparition sous les couleurs héraultaise en étant titularisé pour le match de Coupe d'Europe contre Bath le 20 octobre 2011.
Il évolue ensuite sous le maillot du Pays d'Aix RC puis du Lyon OU.
Pour la saison 2015-2016, il signe un contrat avec l'US Dax qu'il rejoint à l'issue de la Coupe du monde. Son contrat arrive à son terme à la fin de la saison 2017-2018.
Après la relégation du club dacquois en Fédérale 1, il s'engage à l'intersaison 2018 avec l'AS Béziers. Lors de la saison 2019-2020, Tu'ineau a la particularité d'être le doyen du championnat professionnel de Pro D2 avec ses 38 ans.
Il quitte les terrains professionnels à l'intersaison 2020, s'engageant avec le RC Hyères Carqueiranne La Crau en Fédérale 1,. Malgré l'arrêt des compétitions fédérales en raison de la pandémie de Covid-19, il prolonge son contrat avec le RCHCC,.
Après une saison 2021-2022 conclue par une promotion en Nationale, Tu'ineau met un terme à sa carrière de joueur. Il retourne par la suite en Nouvelle-Zélande.

## Palmarès
- Championnat de France de rugby à XV de 2e division :
  - Champion : 2014 avec le Lyon OU.

## Statistiques en équipe nationale
- 30 sélections avec les Tonga[2]
- 5 points (1 essai)
- En coupe du monde :
  - 2011 : 3 sélections (Nouvelle-Zélande, Japon, France)
  - 2015 : 3 sélections (Namibie , Argentine, Nouvelle-Zélande)

## Famille
Joseph Tu'ineau est marié à Daneka, joueuse professionnelle et internationale de netball pendant quinze ans, puis joueuse amatrice de basket-ball (entre autres avec l'US Orthez). De leur union sont nés une fille et un garçon, Kilani-Mae et Giovanni.